# Бребенескуль (озеро)
Бребенеску́ль (укр. Бребенескул) — самое высокогорное озеро Украины, на высоте 1801 м над уровнем моря в Украинских Карпатах. Имеет ледниковое происхождение, расположено в Раховском районе Закарпатской области на территории Черногорского заповедного массива. Является объектом туризма.

## Описание

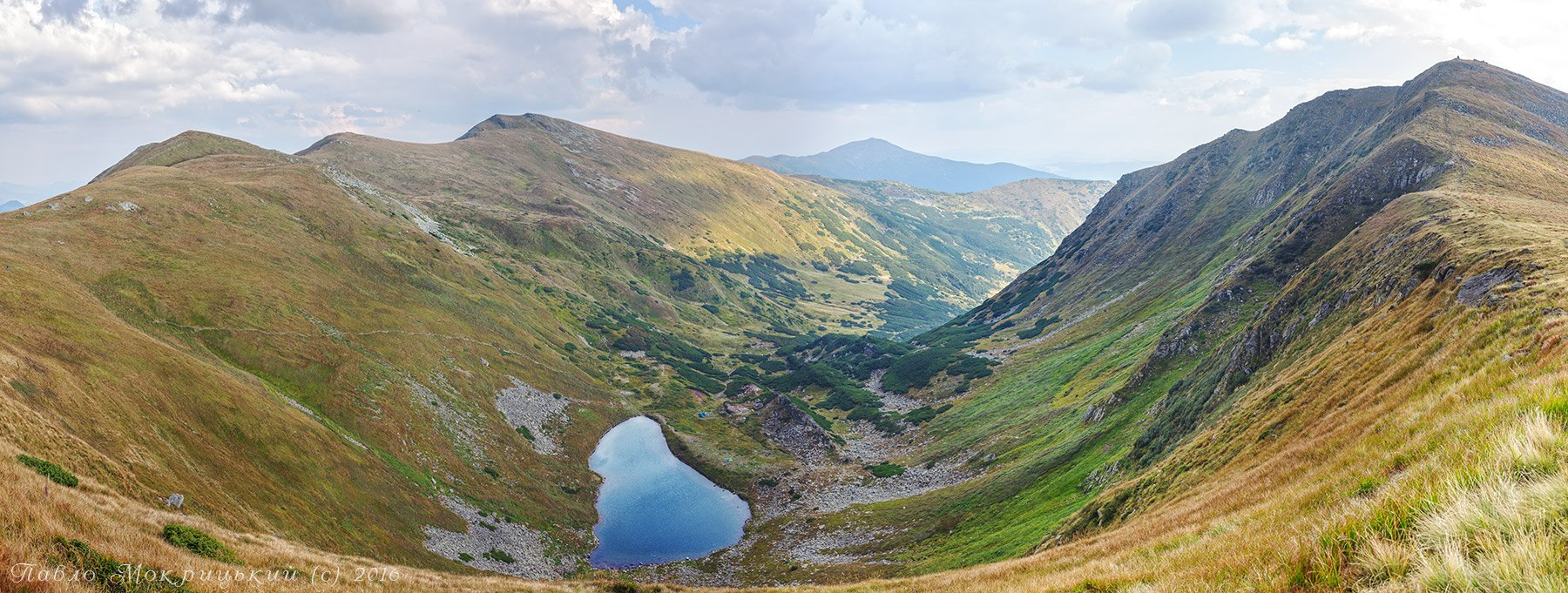
Вид на Бребенескуль и окружающие горы

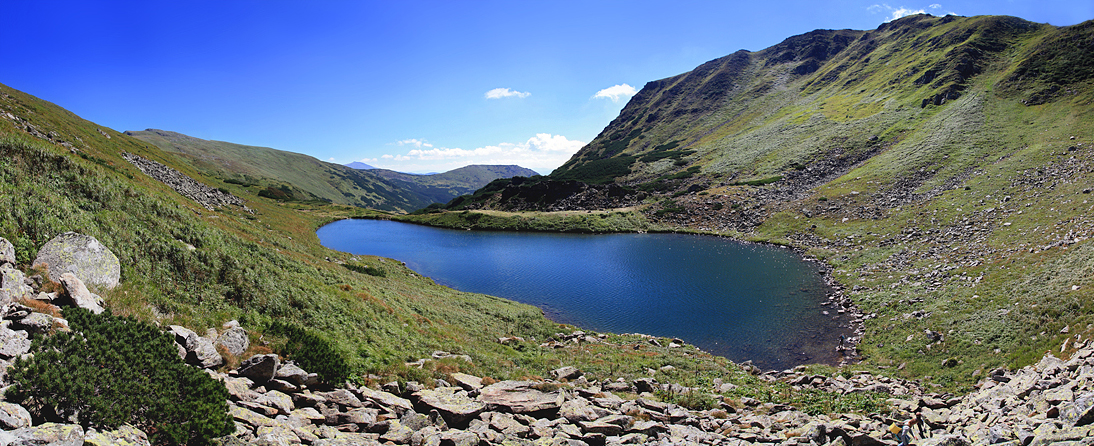
Озеро Бребенескуль

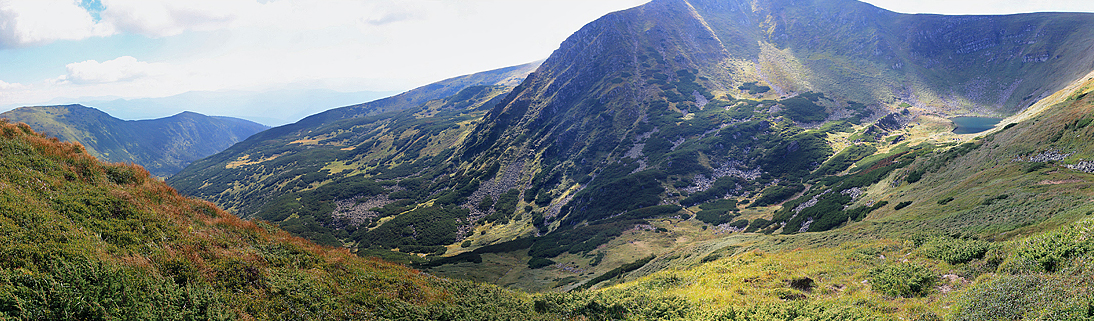
Вид на озеро Бребенескуль

Длина озера составляет 134 м, ширина 28-44 м, глубина до 2,8 м. Площадь озера 0,61 га. Озеро имеет овальную форму, его берега высокие, с каменными осыпями. Ресурсы озера подпитываются в основном атмосферными осадками и грунтовыми водами. Из озера вытекает небольшая река Бребенескуль (приток реки Говерлы, бассейн реки Белой Тисы). Дно повышается в восточном направлении, на глубине укрыто серым илом. Вода в озере слабоминерализованная и чистая, а также прозрачная и относительно теплая для горного озера.

## Расположение
Озеро расположено в Раховском районе Закарпатской области на юго-западном склоне Черногорского хребта в котловине между горами Бребенескуль (2035 м) и Гутин Томнатек (2016 м). Лежит на дне ледникового кара. Местность расположения озера является территорией Черногорского заповедного массива (часть Карпатского биосферного заповедника).

## Флора и фауна
Прибрежная растительность, за исключением травянистого покрова, отсутствует. Рыбы в озере нет, встречаются микроскопические ракообразные.

## Топографические карты
- Лист карты M-35-134 Ворохта. Масштаб: 1 : 100 000. Состояние местности на 1976 год. Издание 1978 г.